# Caudebronde

Caudebronde este o comună în departamentul Aude din sudul Franței. În 1 ianuarie 2022 avea o populație de 220 de locuitori.